# Бгання короваю
Бгання короваю — один із найпоширеніших весільних обрядів, який символізував освячення громадою новоствореної родини. Українці пекли багато видів весільного хліба: коровай, дивень, лежень, полюбовники, шишки, гуски, калачики, кожен з яких виконував специфічну обрядову функцію.
Головним весільним хлібом був коровай, який виготовлявся з дотриманням певного сценарію. Бгали його у п'ятницю або суботу в домі молодої (у східних районах), у родичів (Поділля та Волинь) або ж в обох молодих. Нерідко у цьому ритуалі брали участь родичі з обох боків, символізуючи поріднення сімей.
Бгали коровай спеціально запрошені одружені жінки, які приносили з собою борошно, яйця та сало. Весь процес обставлявся ритуальними та магічними діями. Вважалося доброю ознакою, коли коровайниць була непарна кількість (найкраще сім). В деяких районах запрошували парне число жінок: щоб молоді увесь вік прожили в парі. При цьому коровайниці повинні були перебувати у першому шлюбі і жити в злагоді.
Спільність дій під час бгання короваю мала символізувати єдність майбутньої сім'ї. Для цього коровайниць зв'язували рушником і вони мусили все робити разом: місити тісто, виліплювати оздобу, обмивати руки. Існувало повір'я, що вдало спечений коровай принесе молодим щастя, тріснутий віщує розлучення, а покручений — злу долю. Тому коровайниці «улещували» коровай приказками та піснями.
Кожен із весільних хлібів мав своє призначення: з паляницею йшли свататися, з шишками та колачем запрошували на весілля, голубки та гуски дарували коровайницям. Коровай був окрасою весільного столу як символ достатку й щастя, а наприкінці весілля його розподіляли між усіма присутніми.
|                                                               | Ой знаю я ж знаю, що в тім короваю: пшениченька з-під гаю, водиченька з Дунаю, яйця з-під Каменця, сольця з Краковця, шафран, перець з Ґданська, вся приправа Панська, а сватеньки тутейші, але обі молодії |
| — Народна пісня, що виконувалась під час приготування короваю | |